# Пјан Молин-Коста ди Мецо (Белуно)
Пјан Молин-Коста ди Мецо (итал. Pian Molin-Costa di Mezzo) је насеље у Италији у округу Белуно, региону Венето.
Према процени из 2011. у насељу је живело 50 становника. Насеље се налази на надморској висини од 1004 м.